# Vincenzo Durazzo
Vincenzo Durazzo (Génova, 1635 – Génova, 29 de fevereiro de 1724) foi o 140.º Doge da República de Génova e rei da Córsega.

## Biografia
Com uma grande maioria dos votos, o Grande Conselho elegeu Vincenzo Durazzo como o novo Doge da República a 14 de setembro de 1709, o nonagésimo quinto na sucessão bienal e o n.º cento e quarenta e quatro na história republicana. No dia 23 de novembro deu-se a coroação solene, na Catedral de San Lorenzo, na presença do bispo da Diocese de Aleria, Monsenhor Raffaele Raggi, que em 1705 assumira o cargo após a morte do irmão do Doge, Monsenhor Mario Emmanuele Durazzo. Como Doge, ele também foi investido no cargo bienal de rei da Córsega. Após o fim do seu mandato, Durazzo continuou a servir o estado genovês como reitor de Assuntos Marítimos. Eleito entre os procuradores perpétuos, faleceu em Génova a 29 de fevereiro de 1724, onde foi sepultado na igreja de Nostra Signora della Consolazione.